# Tito Sêxtio Cornélio Africano
Tito Sêxtio Cornélio Africano (em latim: Titus Sextius Cornelius Africanus), conhecido também como Tito Sêxtio Africano, foi um senador romano eleito cônsul em 112 com o imperador Trajano. Membro da gente republicana Sêxtia, Africano era filho de Tito Sêxtio Mágio Laterano, cônsul em 94, e de Volúsia Torquata.

## Família
Africano se casou com uma nobre da gente Víbia e o casal teve pelo menos dois filhos: Sêxtia (n. c. 120), esposa de Ápio Cláudio Pulcro, cônsul sufecto em data incerta no século II, e Tito Sêxtio Laterano, cônsul em 154 com o imperador Lúcio Vero. 

## col-2
1. ↑  «Trajan» (em inglês). livius.org. Consultado em 2 de janeiro de 2018. Cópia arquivada em 3 de março de 2008
2. ↑  Alison E. Cooley, The Cambridge Manual of Latin Epigraphy (Camrbidge: University Press, 2012), pp. 467ss
3. ↑  Bennett, Trajan: Optimus Princeps: a Life and Times, p. 183
4. 1 2  Biographischer Index der Antike, p. 864
5. ↑  Mennen, Power and Status of the Roman Empire, AD 193-284, p. 200